# مبارزه بیا بیرون (فیلم ۱۹۷۳)
بیا بیرون مبارزه (به انگلیسی: Come Out Fighting 1973 film) یک فیلم کوتاه استرالیایی محصول ۱۹۷۳ به کارگردانی نایجل بوست است.

## طرح
بوکسور بومی آل داوسون از خواسته‌های مروج مبارزه و معترضان بومی درهم می‌شکند. او در نهایت تصمیم می‌گیرد همه آنها را رد کند و شانس قهرمانی جهان را از دست بدهد.

## بازیگران
- مایکل کارپانی در نقش آل داوسون
- جوی کالینز در نقش ادی
- بتانی لی در نقش سوزان پارکر
- کلیف نیت در نقش استن هارکنس
- پیتر گرین در نقش راکی گاریبالدی
- باب هورسفال در نقش فیل بنچ
- برایان تورنس در نقش کارل پرایس
- پیتر آدامز در نقش گری دی
- مارتین فیلان به عنوان دانشجو
- هری ویلیامز در نقش نوشیدنی بومی
- مکس پسکود به عنوان مربی
- برت ویلیامز به عنوان نوشیدنی بومی
- کریس مک کواد به عنوان میزبان جهان ورزش
- جان جیکوبز به عنوان مربی
- جان دویگان به عنوان دانشجو

## تولید
این فیلم با ضخامت ۱۶ میلی‌متری فیلم‌برداری شده و با کمک صندوق فیلم و تلویزیون تجربی ساخته شده است. فیلمبرداری تا ژوئیه ۱۹۷۳ تکمیل شد.